# Venetia Burney
Venetia Phair, nhũ danh Burney (11 tháng 7 năm 1918 – 30 tháng 4 năm 2009) là người đầu tiên đề xuất tên sao Diêm Vương cho hành tinh (bây giờ được xếp là hành tinh lùn) do Clyde Tombaugh phát hiện năm 1930. Vào thời điểm đó, bà mới là một cô bé mới 11 tuổi và sống tại thành phố Oxford, Anh, Vương quốc Anh.

## Tiểu sử
Venetia Katharine Douglas Burney là con gái của Charles Fox Burney, Giáo sư Oriel diễn dịch Thánh Kinh tại Oxford, và vợ của ông Ethel Wordsworth Burney (nhũ danh Madan). Venetia là cháu ngoại của Falconer Madan (1851–1935), từng có thời gian giữ vị trí Thủ thư của Thư viện Bodleian tại Đại học Oxford. Anh trai của Falconer Madan là Henry Madan (1838–1901), Thạc sĩ Khoa học của Eton, đã đề xuất tên Phobos và Deimos cho các mặt trăng của sao Hỏa vào năm 1878.
Ngày 14 tháng 3 năm 1930, Falconer Madan đọc được câu chuyện phát hiện ra hành tinh mới trên The Times và kể cho cháu gái Venetia của ông nghe. Cô bé gợi ý tên Pluto – vị thần La Mã cai quản địa ngục, có khả năng tàng hình. Falconer Madan chuyển gợi ý này đến nhà thiên văn học Herbert Hall Turner. Turner có mối quan hệ với các đồng nghiệp Mỹ tại Đài thiên văn Lowell, nơi được quyền đặt tên cho hành tinh mới phát hiện. Tombaugh thích cái tên này vì nó bắt đầu với các chữ cái đầu của Percival Lowell, người đã dự đoán sự tồn tại của Hành tinh X, mà họ nghĩ là sao Diêm Vương vì nó tình cờ ở cùng vị trí trong vũ trụ. Ngày 1 tháng 5 năm 1930, tên Pluto được chính thức đặt cho thiên thể mới.
Burney học tại trường Downe ở Berkshire và Cao đẳng Newnham, Cambridge, nơi cô học toán học. Sau khi tốt nghiệp, bà trở thành một kế toán tổng hợp. Sau đó bà làm giáo viên kinh tế và toán học tại các trường nữ sinh ở phía tây nam London. Bà kết hôn với Edward Maxwell Phair từ năm 1947 cho đến khi ông qua đời vào năm 2006. Chồng bà, một người theo trường phái cổ điển sau này trở thành giáo viên phụ trách và người đứng đầu môn tiếng Anh tại Trường Cao đẳng Epsom. Bà qua đời tại Banstead vào ngày 30 tháng 4 năm 2009, ở tuổi 90.
Chỉ một vài tháng trước khi phân loại lại Sao Diêm Vương từ một hành tinh xuống một hành tinh lùn, với cuộc tranh luận đang diễn ra về vấn đề này, bà trả lời trong một cuộc phỏng vấn "Ở tuổi của tôi, tôi hầu như không còn quan tâm [đến các cuộc tranh luận], mặc dù tôi thích nó vẫn là một hành tinh hơn".

## Vinh danh
Tiểu hành tinh 6235 Burney được đặt theo tên của bà. Một thiết bị nghiên cứu bụi vũ trụ, gắn trên tàu vũ trụ New Horizons cũng được đặt tên là Venetia Burney Student Dust Counter hay ngắn gọn là Venetia.